# Grand Prix Monaka 2022
Grand Prix Monaka 2022 (oficiálně Formula 1 Grand Prix de Monaco 2022) se jela na okruhu Circuit de Monaco v Monte Carlu v Monaku dne 29. května 2022. Závod byl sedmým v pořadí v sezóně 2022 šampionátu Formule 1.

## Pneumatiky
Dodavatel pneumatik Pirelli pro tento závod dodal pneumatiky s označením C3, C4 a C5 (tvrdé, střední a měkké).

## Tréninky
Před kvalifikací se konaly tři volné tréninky, poprvé v historii Grand Prix Monaka se první dva tréninky konaly v pátek 27. května ve 14:00 a 17:00 místního času, a třetí trénink v sobotu 28. května ve 13:00 místního času. Oba tyto tréninky byly zastaveny jednou červenou vlajkou, první trénink byl zastaven kvůli zastavení Micka Schumachera před pit lane kvůli problémům s převodovkou, a druhý trénink byl zastaven kvůli kolizi Daniela Ricciarda.
V obou pátečních trénincích byl nejrychlejší Charles Leclerc a v sobotním tréninku byl nejrychlejší Sergio Pérez.

## Kvalifikace
Kvalifikace začala v sobotu 28. května v 16:00 místního času a plánovaná délka byla jedna hodina, byla však prodloužena kvůli červeným vlajkám. Pole position získal domácí jezdec Charles Leclerc. Poslední část kvalifikace byla předčasně ukončena kvůli červené vlajce.

## Závod
Start závodu byl v neděli 29. května v 15:00 místního času.

### Celkové pořadí
| Pos.                                                                   | No. | Jezdec           | Konstruktér                  | počet kol | Čas               | Pořadí | Body |
| ---------------------------------------------------------------------- | --- | ---------------- | ---------------------------- | --------- | ----------------- | ------ | ---- |
| 1                                                                      | 11  | Sergio Pérez     | Red Bull Racing              | 64        | 1:56:30.265       | 3      | 25   |
| 2                                                                      | 55  | Carlos Sainz Jr. | Ferrari                      | 64        | +1.154            | 2      | 18   |
| 3                                                                      | 1   | Max Verstappen   | Red Bull Racing              | 64        | +1.491            | 4      | 15   |
| 4                                                                      | 16  | Charles Leclerc  | Ferrari                      | 64        | +2.922            | 1      | 12   |
| 5                                                                      | 63  | George Russell   | Mercedes                     | 64        | +11.968           | 6      | 10   |
| 6                                                                      | 4   | Lando Norris     | McLaren-Mercedes             | 64        | +12.231           | 5      | 91   |
| 7                                                                      | 14  | Fernando Alonso  | Alpine F1-Renault            | 64        | +46.358           | 7      | 6    |
| 8                                                                      | 44  | Lewis Hamilton   | Mercedes                     | 64        | +50.388           | 8      | 4    |
| 9                                                                      | 77  | Valtteri Bottas  | Alfa Romeo-Ferrari           | 64        | +52.525           | 12     | 2    |
| 10                                                                     | 5   | Sebastian Vettel | Aston Martin Aramco-Mercedes | 64        | +53.536           | 9      | 1    |
| 11                                                                     | 10  | Pierre Gasly     | AlphaTauri                   | 64        | +54.289           | 17     |      |
| 12                                                                     | 31  | Esteban Ocon     | Alpine F1-Renault            | 64        | +55.644           | 10     |      |
| 13                                                                     | 3   | Daniel Ricciardo | McLaren-Mercedes             | 64        | +57.635           | 14     |      |
| 14                                                                     | 18  | Lance Stroll     | Aston Martin Aramco-Mercedes | 64        | +1:00.802         | 18     |      |
| 15                                                                     | 6   | Nicholas Latifi  | Williams-Mercedes            | 63        | +1 kolo           | 19     |      |
| 16                                                                     | 24  | Čou Kuan-jü      | Alfa Romeo-Ferrari           | 63        | +1 kolo           | 20     |      |
| 17                                                                     | 22  | Júki Cunoda      | AlphaTauri                   | 63        | +1 kolo           | 11     |      |
| Ret                                                                    | 23  | Alexander Albon  | Williams-Mercedes            | 48        | Mechanická závada | 16     |      |
| Ret                                                                    | 47  | Mick Schumacher  | Haas-Ferrari                 | 24        | Nehoda            | 15     |      |
| Ret                                                                    | 20  | Kevin Magnussen  | Haas-Ferrari                 | 19        | tlak vody         | 13     |      |
| Nejrychlejší kolo: Lando Norris (McLaren-Mercedes) – 1:14.693 (lap 55) |     |                  |                              |           |                   |        |      |
| Reference:                                                             |     |                  |                              |           |                   |        |      |